# Comuna Hlînsk, Zdolbuniv
Hlînsk (în ucraineană Глинськ) este o comună în raionul Zdolbuniv, regiunea Rivne, Ucraina, formată din satele Hlînsk (reședința), Pidțurkiv și Zahora.

## Demografie
Componența lingvistică a comunei Hlînsk
     Ucraineană (98,91%)
     Alte limbi (1,09%)
Conform recensământului din 2001, majoritatea populației comunei Hlînsk era vorbitoare de ucraineană (98,91%), existând în minoritate și vorbitori de alte limbi.